# Fabián O'Neill
Fabián O'Neill (14. října 1973, Paso de los Toros – 25. prosince 2022, Montevideo) byl uruguayský fotbalista, záložník.

## Fotbalová kariéra
Začínal v Uruguayi v týmu Nacional Montevideo, se kterým v roce 1992 získal mistrovský titul. Dále hrál v Itálii za Cagliari Calcio, Juventus FC a AC Perugia Calcio. S Juventusem získal v roce 2002 mistrovský titul. Kariéru končil v Uruguayi v Nacionalu Montevideo. V Lize mistrů UEFA nastoupil v 5 utkáních. V jihoamerickém Poháru osvoboditelů nastoupil ve 12 utkáních a dal 4 góly. Za reprezentaci Uruguaye nastoupil v letech 1993-2002 v 19 utkáních a dal 2 góly. Byl členem uruguayské reprezentace na Mistrovství světa ve fotbale 2002, ale zůstal jen mezi náhradníky a do utkání nenastoupil.

## Ligová bilance
| Ročník                  | Zápasy | Góly | Klub                |
| ----------------------- | ------ | ---- | ------------------- |
| 1. uruguayská liga 1992 | 6      | 1    | Nacional Montevideo |
| 1. uruguayská liga 1993 | 19     | 5    | Nacional Montevideo |
| 1. uruguayská liga 1994 | 19     | 4    | Nacional Montevideo |
| 1. uruguayská liga 1995 | 19     | 5    | Nacional Montevideo |
| Serie A 1995/1996       | 15     | 1    | Cagliari Calcio     |
| Serie A 1996/1997       | 25     | 2    | Cagliari Calcio     |
| Serie B 1997/1998       | 28     | 2    | Cagliari Calcio     |
| Serie A 1998/1999       | 31     | 5    | Cagliari Calcio     |
| Serie A 1999/2000       | 21     | 2    | Cagliari Calcio     |
| Serie A 2000/2001       | 10     | 0    | Juventus FC         |
| Serie A 2001/2002       | 4      | 0    | Juventus FC         |
| Serie A 2001/2002       | 9      | 1    | AC Perugia Calcio   |
| Serie B 2002/2003       | 0      | 1    | Cagliari Calcio     |
| 1. uruguayská liga 2003 | 5      | 0    | Nacional Montevideo |
| CELKEM Serie A          | 115    | 11   |                     |